# Charles Addams
Charles Samuel Addams (Westfield (New Jersey), 7 januari 1912 - Manhattan (New York), 29 september 1988) was een Amerikaans cartoonist die zijn werk vaak signeerde onder de naam Chas Addams. Hij is voornamelijk bekend van het bedenken en creëren van The Addams Family.

## Leven en werk
Addams studeerde aan de Universiteit van Pennsylvania.
Addams begon in 1933 bij de lay-outafdeling van het tijdschrift True Detective, waar hij foto's van lijken retoucheerde om het bloed te verwijderen zodat deze representatief waren om in het tijdschrift te verschijnen.
Een jaar eerder, in februari 1932, tekende Addams zijn eerste cartoon voor het Amerikaanse magazine The New Yorker. Pas een aantal jaar later, vanaf 1937, verzorgde Addams op regelmatige basis cartoons voor het tijdschrift tot aan zijn dood. Deze cartoons zouden later de basis vormen van The Addams Family.
Sinds 1942 bracht Addams meerdere boeken uit bij Amerikaanse uitgeverij Simon & Schuster.
In de jaren 60 werd Addams benaderd door televisieproducent David Levy die met zijn hulp en van Addams zijn cartoons The Addams Family een televisieserie wilde maken. Hiervoor gaf Addams zijn personages namen en gaf die de acteurs eigenschappen door om te gebruiken van het portretteren van de karakters. De serie verscheen onder dezelfde naam en werd uitgezonden van september 1964 tot en met april 1966. Door het succes volgde door de jaren heen meerdere televisie en film projecten eveneens als spellen en musicals gebaseerd op Addams zijn cartoon, waaronder The Addams Family (1973), The Addams Family (1991), Addams Family Values, Fester's Quest, The Addams Family: Pugsley's Scavenger Hunt en Wednesday.
Addams overleed op 29 september 1988, op de leeftijd van 76 jaar, aan de gevolgen van een hartaanval.

## Nalatenschap
- Als eerbetoon aan de cartoonist werd in 2001 The Charles Addams Fine Arts Hall in de Universiteit van Pennsylvania in Philadelphia naar hem vernoemd. Addams was een oud-leerling van deze universiteit.[5]
- Voor Addams zijn 100e verjaardag, op 7 januari 2012, werd hij door Google geëerd met een persoonlijke Google Doodle.[6]
- Addams werd in 2020 opgenomen in de New Jersey Hall of Fame.[7]